# Seehafen Stade

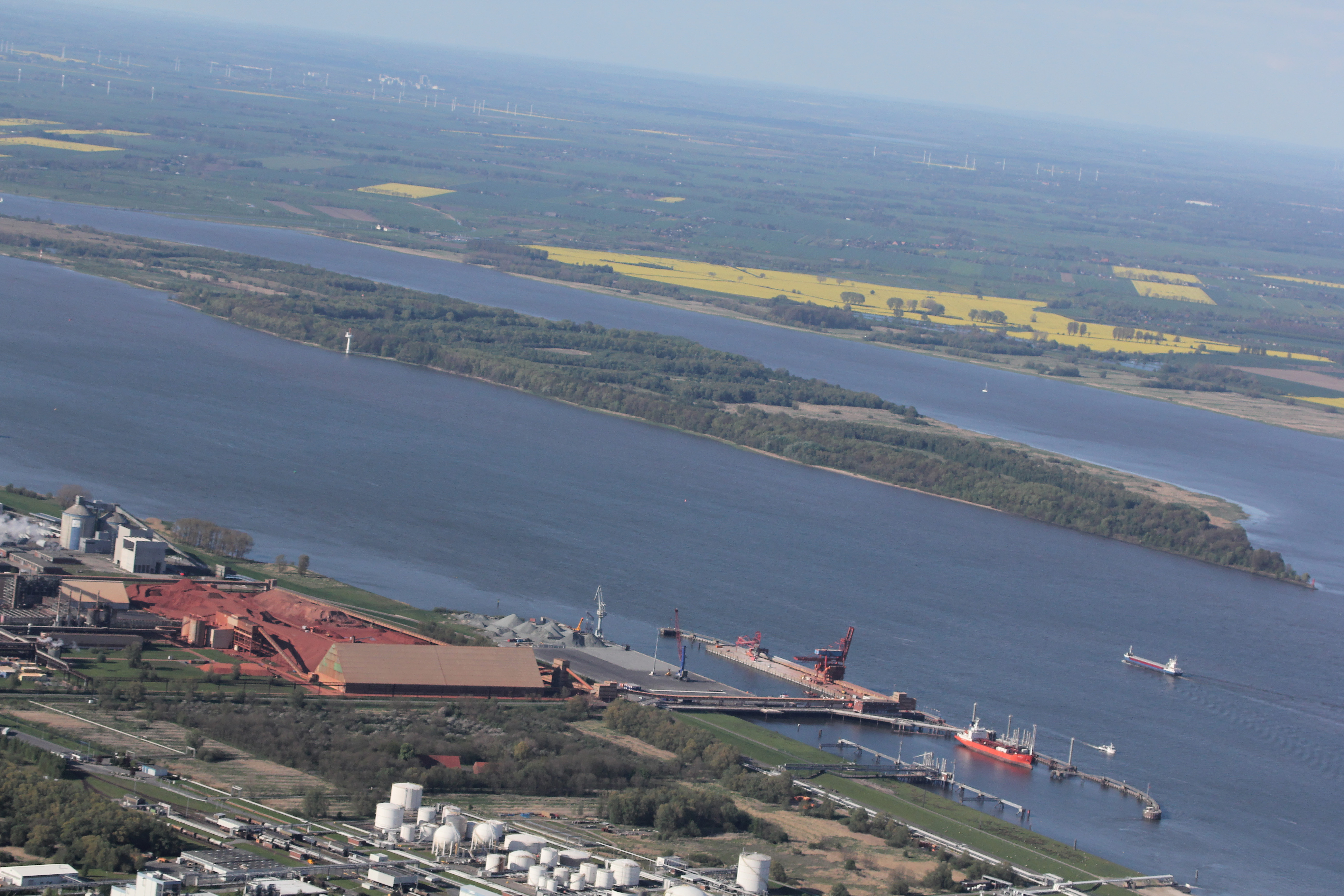
Luftbild des Seehafens mit Elbe und Insel Pagensand

Der Seehafen Stade (Stade-Bützfleth) liegt im Ortsteil Bützfleth der Hansestadt Stade an der Unterelbe. Der Hafen ist 60 sm von der Nordsee entfernt (gemessen ab Elbe 1) und kann Schiffe mit einer Länge von bis zu 270 m und 14 m Tiefgang abfertigen. Der mittlere Tidenhub im Bereich des Hafens beträgt 3,1 m.
Der Hafen besteht aus einem Nord- und einem Südpier, die ausschließlich für den Werksumschlag der ansässigen Industrieunternehmen genutzt werden, sowie einem Nordwest-Kai.
Im Seehafen Stade werden aktuell vor allem Bauxit für das Aluminiumoxid-Werk importiert und Chemikalien von Dow Chemical verladen. Außerdem werden Baustoffe wie Sand, Kies oder Ton umgeschlagen. Die Buss Group importiert außerdem jährlich 40.000 t Hausmüll aus Irland, die zum Müllheizkraftwerk Rothensee weitertransportiert werden.
Mit einem Gesamtumschlag von 5,1 Millionen Tonnen im Jahr 2022 fiel die Hafenbilanz des Seegüterverkehrs im Vergleich zum Vorjahr negativ aus (5,9 Millionen Tonnen im Jahr 2021). Durch ein Umschlagsaufkommen von 3,28 Millionen Tonnen sank dabei die Menge der festen Massengüter im Vergleich zum Vorjahr um 4 % (3,34 Millionen Tonnen im Jahr 2021). Der Umschlag chemischer Produkte verringerte sich, nicht zuletzt im Zuge der Energiekrise, 2022 mit 1,81 Millionen Tonnen um 27 % (2,47 Millionen Tonnen im Jahr 2021)
Abgeschlossen ist die erste von zwei Ausbaustufen des Seehafens Stade durch den landeseigenen Hafenbetreiber Niedersachsen Ports GmbH & Co. KG. In der Endstufe sollen umfangreiche Container- und Schüttgutkapazitäten geschaffen werden.

In einer zweiten Ausbaustufe ist die Erweiterung um weitere 24 ha mit einer Kailänge von 1100 m geplant, die bis voraussichtlich
 2017 umgesetzt werden soll. Ursprünglich war eine Erweiterung um 40 ha vorgesehen, die jedoch u. a. wegen Problemen mit dem Schallschutz reduziert werden musste.
Die Hafenentwicklungsgesellschaft hat ein sogenanntes Multipurpose-Konzept mit einem Mix an Umschlagmöglichkeiten von Schüttgütern über Spezialladungen bis hin zu Containern für den weiteren Ausbau vorgesehen.
Von der Hansestadt Stade wird dringend eine neue Gleisanbindung für den Seehafen Stade gefordert, die entlang der Trasse des 5. Bauabschnittes der A 26 verlaufen und die Stader Innenstadt vom Industriebahnverkehr entlasten soll.